# Pál András (színművész)
Pál András (Budapest, 1982. május 4. –) Junior Prima díjas magyar színész.

## Életpályája
Gimnázium után a Kolibri Színház Dayka Margit stúdiójába járt, ahol Zalán Tibor, Szívós Károly és Kőváry Katalin voltak a tanárai. Ezután Czeizel Gábor által a szegedi Pinceszínházhoz került, és rögtön annak nyitó darabjában (Darvasi László - Vizsgálat a rózsák ügyében) játszhatott főszerepet.
A Kaposvári Egyetem első színész szakán, Babarczy László osztályában végzett 2006-ban. Még ebben az évben egyik tanára, Balikó Tamás a Pécsi Nemzeti Színházhoz szerződtette, ahol 2010-ig dolgozott. Itt számos szerepben megtapasztalhatta az átjárást például a stúdió és a nagyszínpadi darabok, illetve a különböző szerzők között. Pécsi évei alatt - 2008 májusában - saját társulatot is alapít a Pécsi Nemzeti Színház és a Janus Egyetemi Színpad tagjaiból, KeresztHuzat néven (K.H.T.). Mint az az elnevezésből is kitűnik, formabontó előadásokat kívántak egy kísérletező színház kereteiben létrehozni a különböző művészeti ágak - színművészet, zene, képzőművészet - fúziójával. Első sikerük, még 2008-ban a Semmi újság... című, Örkény István: Egyperces novelláiból válogató darab. 2009-ben hozták létre - előbb felolvasószínházként, majd önálló darabként Szurdi András rendezésében, 2011-ben pedig az Orlai Produkciós Iroda által felújítva - még 2013-ban is futó, Mohácsi István: Francia rúdugrás című vígjátékát. 2010–2013 között a Pesti Magyar Színházhoz szerződött. 2013-tól Bálint András hívására a Radnóti Miklós Színház társulatának tagja.
Vendégszerepel a Spinoza Házban, a Budapesti Kamaraszínházban, a Kolibri Színházban, a kaposvári Csiky Gergely Színházban, a Nemzeti Színházban, az Ódry Színpadon, a Pécsi Harmadik Színházban, a Pesti Magyar Színházban, a POSZT-on és a Pécsi Szabadtéri Játékokon is.
Tanárként először még Kaposváron, ifjú színészként tartott művészibeszéd-órákat, majd a Pesti Magyar Színiakadémián előbb színészmesterség kurzusokat, 2012–2015 között Őze Áronnal és Szatmári Attilával, 2016-tól pedig Takács Gézával közös saját osztálya van. A színiakadémisták 2015-ös vizsgaelőadását, Fjodor Mihajlovics Dosztojevszkij Ördögök című darabját ő rendezte.
2013-ban szerepelt Barnóczky Ákos Login című filmjében és még ebben az évben két külföldi film szinkronhangjaként is bemutatkozott.
Hosszú ideig, magas szinten (irányítóként) kosárlabdázott. Még Kaposváron is, ahol a színház Baglyok nevű csapatában játszott, és ahova pécsi évei alatt is átjárt. Hobbija a dobolás, szereti a komolyzenét és a jazzt, a házias magyar ételeket, és a borokat.

## Díjai
- Legjobb férfi epizódszereplő − IX. Pécsi Országos Színházi Találkozó (Arthur Miller: Istenítélet, 2009)[13]
- Junior Prima díj (2011)
- Legjobb 30 év alatti színész – XII. Pécsi Országos Színházi Találkozó, (Israela Margalit: Trió, 2012)[14]
- A legjobb férfi alakítás díja – Vidéki Színházak Fesztiválja (székesfehérvári Vörösmarty Színház: Trió,[15] 2012)
- 2014/2015-ös évad legjobb színésze kitüntetés – Radnóti Színház (2015)[16]
- 2015/2016 évad legjobb és a közönség szavazatai alapján a legkedveltebb színésze kitüntetések – Radnóti Színház (2016)[17]
- Gábor Miklós-díj (a Téli rege című előadásában Leontes szerepének megformálásáért, 2017)[18]
- A szakmai zsűri díja - legjobb monodráma előadás – MOST Feszt (a Kezdhetek folytatódni Petri-vers-estért Rozs Tamással és Valcz Péterrel, 2018)[19]
- a 2019/2020 évad közönségszavazatai alapján a legkedveltebb színész – Radnóti Színház (2020)[20]
- Színikritikusok díja - A legjobb férfi főszereplő: Oidipusz, Radnóti Színház (2024)[21]

## Színházi szerepei
| \| Szerző \| A darab címe \| Bemutató dátuma \| S z í n h á z \| Játszott szerep \| \| ------------------------------------------------------------ \| --------------------------------------------------------------- \| --------------- \| -------------------------------------------------- \| ----------------------------------------------------------------------------- \| \| William Shakespeare \| Hamlet \| 2001. \| Kolibri Színház \| \| \| María Grippe \| Elvis, Elvis![m 2] \| 2002. \| Kolibri Színház \| Johann kísértete \| \| Darvasi László \| Vizsgálat a rózsák ügyében \| 2002. \| Szegedi Pinceszínház \| Fiú \| \| Mark Twain, Zalán Tibor \| Királyfi és koldus \| 2002. \| Kolibri Színház \| Küldönc \| \| Bernard-Marie Koltès \| A gyapotmezők magányában \| 2003. \| Spinoza-ház \| Az eladó \| \| Szép Ernő \| Tűzoltó \| 2005. \| Csiky Gergely Színház \| Kircsi Gerzson \| \| Paul Foster \| I. Erzsébet \| 2006. \| Csiky Gergely Színház \| \| \| William Shakespeare \| Vízkereszt, vagy bánom is én \| 2006. \| Pécsi Nemzeti Színház \| Orsino herceg, Illíria uralkodója \| \| Witold Gombrowicz \| Yvonne, burgundi hercegnő \| 2006. \| Színház- és Filmművészeti Egyetem \| Fülöp herceg \| \| Fjodor Mihajlovics Dosztojevszkij \| Ördögök \| 2006. \| Pécsi Nemzeti Színház \| Nyikolaj (Vszevolodovics) Sztavrogin \| \| John Robert Fowles \| A francia hadnagy szeretője \| 2007. \| Pécsi Nemzeti Színház \| Tamás \| \| Georges Feydeau \| A hülyéje \| 2007. \| Pécsi Nemzeti Színház \| Pontagnac \| \| Egressy Zoltán \| Portugál \| 2009. \| Pécsi Nemzeti Színház Kamaraszínház \| Pap \| \| John Osborne \| Dühöngő ifjúság (Nézz vissza haraggal) \| 2007. \| Pécsi Nemzeti Színház \| Jimmy Porter \| \| Henrik Ibsen \| A nép ellensége \| 2008. \| Pécsi Nemzeti Színház \| Dr. Thomas Stockmann, fürdőorvos \| \| Molière \| A képzelt beteg \| 2008. \| Pécsi Nemzeti Színház \| Cléante Coulommiers, Mimolette imádója \| \| Arthur Miller \| Istenítélet \| 2008. \| Pécsi Nemzeti Színház \| Hale tiszteletes \| \| Bertolt Brecht \| Koldusopera \| 2008. \| Pécsi Nemzeti Színház Kamaraszínház \| H. Jakab \| \| Thomas Vinterberg, Morgens Rukov, Bo Hansen \| Az ünnep \| 2008. \| Pécsi Nemzeti Színház \| Christian \| \| Ion Luca Caragiale, Mohácsi János[m 3] \| Az elveszett levél \| 2009. \| Pécsi Nemzeti Színház \| \| \| Neil Simon \| Pletyka (Pletykák) \| 2009. \| Pécsi Szabadtéri Játékok; Pécsi Nemzeti Színház \| Ernie \| \| Eugene O'Neill \| Utazás az éjszakába \| 2009. \| Pécsi Nemzeti Színház Kamaraszínház \| Edmund Tyrone \| \| Lev Birinszkij \| Bolondok tánca \| 2009. \| Pécsi Nemzeti Színház \| Titkár \| \| William Shakespeare \| III. Richárd \| 2010. \| Pécsi Nemzeti Színház \| Richard, Gloster herceg \| \| Molnár Ferenc \| Liliom \| 2010. \| Pesti Magyar Színház \| Ficsúr \| \| John Ford \| Kár, hogy kurva \| 2010. \| Pesti Magyar Színház Sinkovits Imre Színpad \| Giovanni \| \| Tennessee Williams \| Macska a forró tetőn[23] \| 2011. \| Pesti Magyar Színház \| Brick \| \| William Shakespeare \| A makrancos hölgy \| 2010. \| Janus Egyetemi Színház \| Lucentio \| \| Mohácsi István \| Francia rúdugrás \| 2011. \| Centrál Színház Kisszínház \| Roskovics Ákos \| \| Berg Judit \| Rumini \| 2011. \| Pesti Magyar Színház \| Rizsa, bandavezér és Jojó \| \| Israela Margalit \| Trió \| 2011. \| Vörösmarty Színház - Stúdió \| Johannes Brahms \| \| Mark Twain, Miklós Tibor \| Tom Sawyer és Huckleberry Finn kalandjai \| 2012. \| Pesti Magyar Színház \| Jubiter Dunlap, Brace öccse, gazfickó \| \| Egressy Zoltán \| Portugál \| 2012. \| Jászai Mari Színház-Népház \| Bece \| \| Székely János \| Mórok \| 2012. \| Gyulai Várszínház \| Rachmán, sejk, a granadai arab egyetem muzulmán tanára; Balázs, unitárius pap \| \| Závada Pál \| Jadviga párnája \| 2012. \| Belvárosi Színház \| Ondris \| \| Marius von Mayenburg \| A hideg gyermek \| 2012. \| Miskolci Nemzeti Színház \| Werner \| \| Kosztolányi Dezső, Réczei Tamás \| Nero, a véres költő \| 2013. \| Magyar Színház \| Claudius; Terpnus; Otho; Domitius \| \| Zágon István, Mohácsi János, Mohácsi István \| Hippolyt, avagy a nagypolgári villa mellé jár az ezüst kiskanál \| 2013. \| Belvárosi Színház (Orlai Produkciós Iroda) \| \| \| Mohácsi István, Mohácsi János \| A csillagos ég, avagy a nemzetközi sikerre való tekintet \| 2013. \| Radnóti Színház \| Tarnay Ernő, igazgató \| \| Witold Gombrowicz \| Yvonne, burgundi hercegnő \| 2013. \| Színház- és Filmművészeti Egyetem Ódry Színpad \| Herceg \| \| Henrik Ibsen \| Hedda Gabler \| 2013. \| Radnóti Miklós Színház \| Ejlert Lövborg \| \| \| Állampolgári ismeretek \| 2013. \| Manna Kulturális Egyesület Zsámbéki Színházi Bázis \| Tanár \| \| William Shakespeare \| Vízkereszt, vagy bánom is én \| 2014. \| Kőszegi Várszínház \| Malvolio, nemesember, háznagy Olíviánál \| \| Fazekas Mihály, Boronkay Soma, Markó Róbert \| A Ludas \| 2014. \| Manna Kulturális Egyesület Zsámbéki Színházi Bázis \| Egy kommunikációs tanácsadó \| \| Makszim Gorkij, Kozma András \| Éjjeli menedékhely \| 2014. \| Nemzeti Színház \| Vaszka Pepel \| \| Fjodor Mihajlovics Dosztojevszkij, Morcsányi Géza \| Karamazov testvérek \| 2014. \| Radnóti Miklós Színház \| Szmergyakov \| \| Csiky Gergely, Mohácsi István \| Buborékok \| 2015. \| Radnóti Miklós Színház \| Rábay Miklós, osztálytanácsos \| \| Tasnádi István \| Spam operett \| 2015. \| Radnóti Miklós Színház \| Stein úr, nemzeti vagyonkezelő \| \| Tóth Ede \| A falu rossza \| 2015. \| Kőszegi Várszínház \| Göndör Sándor, a falu rossza \| \| William Shakespeare \| Lear király \| 2015. \| Radnóti Színház \| Edmund, Gloster házasságon kívül született fia \| \| Miroslav Krleža, Dudás Kálmán \| A Glembay ház \| 2015. \| Radnóti Színház \| Leone Glembay \| \| Carlo Gozzi, Térey János \| Turandot \| 2016. \| Radnóti Színház \| Truffaldino, Turandot háremének főeunuchja \| \| Martin McDonagh, Merényi Anna \| A párnaember \| 2016. \| Radnóti Színház \| Katurian \| \| Szálinger Balázs \| Köztársaság \| 2016. \| Zsámbéki Színházi Bázis \| Arianész, 40 éves görög kalóztiszt \| \| Mihail Afanaszjevics Bulgakov, Vecsei H. Miklós \| Iván, a rettenet \| 2016. \| Radnóti Miklós Színház \| Miroszláv Kicsorszkij tolvaj \| \| William Shakespeare \| Téli rege \| 2017. \| Radnóti Miklós Színház \| Leontes \| \| Wajdi Mouawad \| Futótűz \| 2017. \| Radnóti Miklós Színház \| Nihad \| \| Petri György \| Kezdhetek folytatódni \| 2017. \| Radnóti Miklós Színház \| Önmaga \| \| Kovács Krisztina \| Ádám almái: példázat-játék \| 2017. \| Jászai Mari Színház, Népház, Tatabánya \| Gunnar \| \| Lee Hall (Marc Norman és Tom Stoppard forgatókönyve alapján) \| Szerelmes Shakespeare \| 2017. \| Madách Színház \| Wessex \| \| William Shakespeare \| III. Richárd: dráma két részben \| 2017. \| Radnóti Miklós Színház \| \| \| Závada Pál , Mohácsi István \| Egy piaci nap \| 2018. \| Radnóti Miklós Színház \| Hadnagy Sándor \| \| Osztrovszkij, Alekszandr Nyikolajevics: \| A művésznő és rajongói \| 2018. \| Radnóti Miklós Színház \| Bakin, tisztviselő \| \| Székely Csaba \| 10 \| 2018. \| Radnóti Miklós Színház \| II. \| \| Harold Pinter \| A gondnok \| 2019. \| Radnóti Miklós Színház \| Mick \| \| Jérôme Tonnerre \| Intim vallomások \| 2020. \| Rózsavölgyi Szalon Arts & Café \| Dr. William Faber \| \| Kelemen Kristóf \| Vad nyomozók \| 2021. \| Radnóti Tesla Labor \| Álamo; Első rendőr; Miseria; Barát \| \| Friedrich Schiller \| Don Carlos \| 2021. \| Radnóti Miklós Színház \| Domingo \| \| Kárpáti Péter eredeti mű:Ray Bradbury \| 451 Fahrenheit \| 2022. \| Radnóti Miklós Színház \| Montag \| \| Szophoklész \| Antigoné \| 2022. \| Radnóti Miklós Színház \| Kreón \| \| Szálinger Balázs \| Kályha Kati \| 2022. \| Radnóti Miklós Színház \| Spori \| \| Mikó Csaba eredeti mű: Bartis Attila \| A vége \| 2023. \| Radnóti Miklós Színház \| Kőszegi János; Dorvai; Broch \| \| Robert Icke \| Oidipusz \| 2024. \| Radnóti Miklós Színház \| Oidipusz \| \| Olivier Dutaillis \| Albert és Charlie \| 2024. \| Rózsavölgyi Szalon Arts & Café \| Charlie Chaplin \| \| Lev Birinszkij \| Bolondok tánca \| 2024. \| Radnóti Miklós Színház \| Goldmann, zsidó kereskedő \| |                                                                 |                 |                                                    |                                                                               |
| Szerző | A darab címe                                                    | Bemutató dátuma | S z í n h á z                                      | Játszott szerep                                                               |
| William Shakespeare | Hamlet                                                          | 2001.           | Kolibri Színház                                    |                                                                               |
| María Grippe | Elvis, Elvis!                                                   | 2002.           | Kolibri Színház                                    | Johann kísértete                                                              |
| Darvasi László | Vizsgálat a rózsák ügyében                                      | 2002.           | Szegedi Pinceszínház                               | Fiú                                                                           |
| Mark Twain, Zalán Tibor | Királyfi és koldus                                              | 2002.           | Kolibri Színház                                    | Küldönc                                                                       |
| Bernard-Marie Koltès | A gyapotmezők magányában                                        | 2003.           | Spinoza-ház                                        | Az eladó                                                                      |
| Szép Ernő | Tűzoltó                                                         | 2005.           | Csiky Gergely Színház                              | Kircsi Gerzson                                                                |
| Paul Foster | I. Erzsébet                                                     | 2006.           | Csiky Gergely Színház                              |                                                                               |
| William Shakespeare | Vízkereszt, vagy bánom is én                                    | 2006.           | Pécsi Nemzeti Színház                              | Orsino herceg, Illíria uralkodója                                             |
| Witold Gombrowicz | Yvonne, burgundi hercegnő                                       | 2006.           | Színház- és Filmművészeti Egyetem                  | Fülöp herceg                                                                  |
| Fjodor Mihajlovics Dosztojevszkij | Ördögök                                                         | 2006.           | Pécsi Nemzeti Színház                              | Nyikolaj (Vszevolodovics) Sztavrogin                                          |
| John Robert Fowles | A francia hadnagy szeretője                                     | 2007.           | Pécsi Nemzeti Színház                              | Tamás                                                                         |
| Georges Feydeau | A hülyéje                                                       | 2007.           | Pécsi Nemzeti Színház                              | Pontagnac                                                                     |
| Egressy Zoltán | Portugál                                                        | 2009.           | Pécsi Nemzeti Színház Kamaraszínház                | Pap                                                                           |
| John Osborne | Dühöngő ifjúság (Nézz vissza haraggal)                          | 2007.           | Pécsi Nemzeti Színház                              | Jimmy Porter                                                                  |
| Henrik Ibsen | A nép ellensége                                                 | 2008.           | Pécsi Nemzeti Színház                              | Dr. Thomas Stockmann, fürdőorvos                                              |
| Molière | A képzelt beteg                                                 | 2008.           | Pécsi Nemzeti Színház                              | Cléante Coulommiers, Mimolette imádója                                        |
| Arthur Miller | Istenítélet                                                     | 2008.           | Pécsi Nemzeti Színház                              | Hale tiszteletes                                                              |
| Bertolt Brecht | Koldusopera                                                     | 2008.           | Pécsi Nemzeti Színház Kamaraszínház                | H. Jakab                                                                      |
| Thomas Vinterberg, Morgens Rukov, Bo Hansen | Az ünnep                                                        | 2008.           | Pécsi Nemzeti Színház                              | Christian                                                                     |
| Ion Luca Caragiale, Mohácsi János | Az elveszett levél                                              | 2009.           | Pécsi Nemzeti Színház                              |                                                                               |
| Neil Simon | Pletyka (Pletykák)                                              | 2009.           | Pécsi Szabadtéri Játékok; Pécsi Nemzeti Színház    | Ernie                                                                         |
| Eugene O'Neill | Utazás az éjszakába                                             | 2009.           | Pécsi Nemzeti Színház Kamaraszínház                | Edmund Tyrone                                                                 |
| Lev Birinszkij | Bolondok tánca                                                  | 2009.           | Pécsi Nemzeti Színház                              | Titkár                                                                        |
| William Shakespeare | III. Richárd                                                    | 2010.           | Pécsi Nemzeti Színház                              | Richard, Gloster herceg                                                       |
| Molnár Ferenc | Liliom                                                          | 2010.           | Pesti Magyar Színház                               | Ficsúr                                                                        |
| John Ford | Kár, hogy kurva                                                 | 2010.           | Pesti Magyar Színház Sinkovits Imre Színpad        | Giovanni                                                                      |
| Tennessee Williams | Macska a forró tetőn                                            | 2011.           | Pesti Magyar Színház                               | Brick                                                                         |
| William Shakespeare | A makrancos hölgy                                               | 2010.           | Janus Egyetemi Színház                             | Lucentio                                                                      |
| Mohácsi István | Francia rúdugrás                                                | 2011.           | Centrál Színház Kisszínház                         | Roskovics Ákos                                                                |
| Berg Judit | Rumini                                                          | 2011.           | Pesti Magyar Színház                               | Rizsa, bandavezér és Jojó                                                     |
| Israela Margalit | Trió                                                            | 2011.           | Vörösmarty Színház - Stúdió                        | Johannes Brahms                                                               |
| Mark Twain, Miklós Tibor | Tom Sawyer és Huckleberry Finn kalandjai                        | 2012.           | Pesti Magyar Színház                               | Jubiter Dunlap, Brace öccse, gazfickó                                         |
| Egressy Zoltán | Portugál                                                        | 2012.           | Jászai Mari Színház-Népház                         | Bece                                                                          |
| Székely János | Mórok                                                           | 2012.           | Gyulai Várszínház                                  | Rachmán, sejk, a granadai arab egyetem muzulmán tanára; Balázs, unitárius pap |
| Závada Pál | Jadviga párnája                                                 | 2012.           | Belvárosi Színház                                  | Ondris                                                                        |
| Marius von Mayenburg | A hideg gyermek                                                 | 2012.           | Miskolci Nemzeti Színház                           | Werner                                                                        |
| Kosztolányi Dezső, Réczei Tamás | Nero, a véres költő                                             | 2013.           | Magyar Színház                                     | Claudius; Terpnus; Otho; Domitius                                             |
| Zágon István, Mohácsi János, Mohácsi István | Hippolyt, avagy a nagypolgári villa mellé jár az ezüst kiskanál | 2013.           | Belvárosi Színház (Orlai Produkciós Iroda)         |                                                                               |
| Mohácsi István, Mohácsi János | A csillagos ég, avagy a nemzetközi sikerre való tekintet        | 2013.           | Radnóti Színház                                    | Tarnay Ernő, igazgató                                                         |
| Witold Gombrowicz | Yvonne, burgundi hercegnő                                       | 2013.           | Színház- és Filmművészeti Egyetem Ódry Színpad     | Herceg                                                                        |
| Henrik Ibsen | Hedda Gabler                                                    | 2013.           | Radnóti Miklós Színház                             | Ejlert Lövborg                                                                |
| | Állampolgári ismeretek                                          | 2013.           | Manna Kulturális Egyesület Zsámbéki Színházi Bázis | Tanár                                                                         |
| William Shakespeare | Vízkereszt, vagy bánom is én                                    | 2014.           | Kőszegi Várszínház                                 | Malvolio, nemesember, háznagy Olíviánál                                       |
| Fazekas Mihály, Boronkay Soma, Markó Róbert | A Ludas                                                         | 2014.           | Manna Kulturális Egyesület Zsámbéki Színházi Bázis | Egy kommunikációs tanácsadó                                                   |
| Makszim Gorkij, Kozma András | Éjjeli menedékhely                                              | 2014.           | Nemzeti Színház                                    | Vaszka Pepel                                                                  |
| Fjodor Mihajlovics Dosztojevszkij, Morcsányi Géza | Karamazov testvérek                                             | 2014.           | Radnóti Miklós Színház                             | Szmergyakov                                                                   |
| Csiky Gergely, Mohácsi István | Buborékok                                                       | 2015.           | Radnóti Miklós Színház                             | Rábay Miklós, osztálytanácsos                                                 |
| Tasnádi István | Spam operett                                                    | 2015.           | Radnóti Miklós Színház                             | Stein úr, nemzeti vagyonkezelő                                                |
| Tóth Ede | A falu rossza                                                   | 2015.           | Kőszegi Várszínház                                 | Göndör Sándor, a falu rossza                                                  |
| William Shakespeare | Lear király                                                     | 2015.           | Radnóti Színház                                    | Edmund, Gloster házasságon kívül született fia                                |
| Miroslav Krleža, Dudás Kálmán | A Glembay ház                                                   | 2015.           | Radnóti Színház                                    | Leone Glembay                                                                 |
| Carlo Gozzi, Térey János | Turandot                                                        | 2016.           | Radnóti Színház                                    | Truffaldino, Turandot háremének főeunuchja                                    |
| Martin McDonagh, Merényi Anna | A párnaember                                                    | 2016.           | Radnóti Színház                                    | Katurian                                                                      |
| Szálinger Balázs | Köztársaság                                                     | 2016.           | Zsámbéki Színházi Bázis                            | Arianész, 40 éves görög kalóztiszt                                            |
| Mihail Afanaszjevics Bulgakov, Vecsei H. Miklós | Iván, a rettenet                                                | 2016.           | Radnóti Miklós Színház                             | Miroszláv Kicsorszkij tolvaj                                                  |
| William Shakespeare | Téli rege                                                       | 2017.           | Radnóti Miklós Színház                             | Leontes                                                                       |
| Wajdi Mouawad | Futótűz                                                         | 2017.           | Radnóti Miklós Színház                             | Nihad                                                                         |
| Petri György | Kezdhetek folytatódni                                           | 2017.           | Radnóti Miklós Színház                             | Önmaga                                                                        |
| Kovács Krisztina | Ádám almái: példázat-játék                                      | 2017.           | Jászai Mari Színház, Népház, Tatabánya             | Gunnar                                                                        |
| Lee Hall (Marc Norman és Tom Stoppard forgatókönyve alapján) | Szerelmes Shakespeare                                           | 2017.           | Madách Színház                                     | Wessex                                                                        |
| William Shakespeare | III. Richárd: dráma két részben                                 | 2017.           | Radnóti Miklós Színház                             |                                                                               |
| Závada Pál , Mohácsi István | Egy piaci nap                                                   | 2018.           | Radnóti Miklós Színház                             | Hadnagy Sándor                                                                |
| Osztrovszkij, Alekszandr Nyikolajevics: | A művésznő és rajongói                                          | 2018.           | Radnóti Miklós Színház                             | Bakin, tisztviselő                                                            |
| Székely Csaba | 10                                                              | 2018.           | Radnóti Miklós Színház                             | II.                                                                           |
| Harold Pinter | A gondnok                                                       | 2019.           | Radnóti Miklós Színház                             | Mick                                                                          |
| Jérôme Tonnerre | Intim vallomások                                                | 2020.           | Rózsavölgyi Szalon Arts & Café                     | Dr. William Faber                                                             |
| Kelemen Kristóf | Vad nyomozók                                                    | 2021.           | Radnóti Tesla Labor                                | Álamo; Első rendőr; Miseria; Barát                                            |
| Friedrich Schiller | Don Carlos                                                      | 2021.           | Radnóti Miklós Színház                             | Domingo                                                                       |
| Kárpáti Péter eredeti mű:Ray Bradbury | 451 Fahrenheit                                                  | 2022.           | Radnóti Miklós Színház                             | Montag                                                                        |
| Szophoklész | Antigoné                                                        | 2022.           | Radnóti Miklós Színház                             | Kreón                                                                         |
| Szálinger Balázs | Kályha Kati                                                     | 2022.           | Radnóti Miklós Színház                             | Spori                                                                         |
| Mikó Csaba eredeti mű: Bartis Attila | A vége                                                          | 2023.           | Radnóti Miklós Színház                             | Kőszegi János; Dorvai; Broch                                                  |
| Robert Icke | Oidipusz                                                        | 2024.           | Radnóti Miklós Színház                             | Oidipusz                                                                      |
| Olivier Dutaillis | Albert és Charlie                                               | 2024.           | Rózsavölgyi Szalon Arts & Café                     | Charlie Chaplin                                                               |
| Lev Birinszkij | Bolondok tánca                                                  | 2024.           | Radnóti Miklós Színház                             | Goldmann, zsidó kereskedő                                                     |

A Színházi Adattárban nem szereplő alakításai
- Mohácsi István: Francia rúdugrás - Roskovics Ákos (MaNNa és az Orlai Produkciós Iroda)
- A Nap, a Hold és a Csillag elrablása (Interaktív játék bábokkal és élő személyekkel) - bábos
- Fjodor Mihajlovics Dosztojevszkij: Ördögök - rendező (Pesti Magyar Színiakadémia)
- Nádasdy Ádám: Ádám, ÁDÁM és ádám - (szereplő)
- Bertolt Brecht: A szecsuáni jó ember - unokaöcs
- Yasmina Reza: Az öldöklés istene - Alain Reille (Kultúrbrigád Produkció)

## Szinkronszerepei
| Film magyar címe (bemutatás éve) | Film eredeti címe | Karakter          | A szinkronizált színész | Műfaj                       |
| Csapda (2013)                    | Snitch            | Daniel James      | Jon Bernthal            | amerikai akcióthriller      |
| Tűzgyűrű (2013)                  | Pacific Rim       | Raleigh Antrobus  | Charlie Hunnam          | amerikai sci-fi             |
| Végtelen szerelem (2014)         | Endless Love      | Chris Butterfield | Patrick Johnson         | amerikai romantikus film    |
| Rámenős páros (2010/2012)        | Die Draufgänger   | Carl Berger       | Dominic Boeer(de)       | német akcióvígjáték-sorozat |
| A 42-es (2013)                   | 42                | Jackie Robinson   | Chadwick Boseman        | amerikai életrajzi dráma    |
| Szirén                           | Siren             | Ben Pownall       | Alex Roe                | fantasy sorozat             |

## Filmes szerepei
- 2013 Login (magyar film)[26]
- 2014 Munkaügyek (epizód: Elvira Fashion, tv-sorozat) – Horváth Gábor (Gabi), egy kézimunka-magazin főszerkesztője[27][28]

- 2015 Fapad (magyar televíziós sorozat) – katona
- 2016 Mindenből egy van (magyar televíziós sorozat) – Fifó Zénó
- 2018 Paraziták a Paradicsomban (magyar film)
- 2019 Alvilág (magyar televíziós sorozat) – Koller
- 2019 Jófiúk (magyar televíziós sorozat) – Pöröly
- 2020 Drága örökösök – Rémusz
- 2021 Eltörölni Frankot – Rajmond László
- 2021 Shakespeare 37 (magyar televíziós sorozat) – Orosz Sándor Tamás
- 2021 Kilakoltatás – Gyuri
- 2022 Hotel Margaret (magyar televíziós sorozat) – Kőszegi István
- 2022 Átjáróház – színházi rendező
- 2023 Ki vagy te – (magyar televíziós sorozat) – Borisz
- 2023 Cella – Letöltendő élet (magyar televíziós sorozat) – Lajos
- 2024 Nyersanyag (magyar filmdráma) – Gáspár
- 2024 Ma este gyilkolunk (magyar krimivígjáték)
- 2024 S.E.R.E.G. – (magyar televíziós sorozat) – Juhász Gábor
- 2025 Pokoli rokonok (magyar televíziós sorozat) – Botond
- 2025 Hunyadi – oszmán követ